# 懸峙議會
懸峙议會（英語：hung parliament），也译作懸浮议會，又称少數派议會（英語：minority parliament）或均勢议會（英語：balanced parliament），是指在議會制國家中，沒有一個政黨在议会內取得絕對多數的情况。這種情況多出现在推行比例代表制的國家，而较少出现在推行單議席單票制的國家。一旦出現懸峙议會，一般會通过籌組聯合政府、少數派政府或解散议会來解決。

## 歷史
懸峙议會會導致國家在大選後出現不穩定的聯合政府，对于未有先例的国家较为棘手。

### 澳大利亞
右翼的澳大利亞自由党和以鄉村選民較多的澳大利亞國家黨自1922年一直是聯盟關係。自澳大利亞工党成立以來，一旦聯盟議席在眾議院取得多數後，會組建聯合政府執政，因此過去數十年來一直長期支配澳大利亞政治。例如在2008年西澳大利亞州選舉中，工黨比自由黨多四席，兩大黨都不能取得多數議席。但與自由黨屬聯盟關係的國家黨爲了讓自由黨執政，以實施地方版稅政策作為條件，兩黨共組聯合政府。
2010年澳大利亞联邦大选，執政工黨與在野黨聯盟取得相同議席，未能取得大多數議席，出現70年來首個懸峙议會，最終工黨依靠三名獨立議員和一名綠黨議員的支持，以一席之差保住眾議院的多數，得以繼續執政。

### 加拿大

#### 加拿大
由於魁北克省在第二次世界大戰後出現要求脫離加拿大獨立的魁北克獨立運動，爭取魁北克脫離加拿大獨立的魁人政团在國會取得優勢，由於過去長期執政的加拿大自由黨一直強烈反對魅北克獨立，以及魁人政团在魅北克省佔多數議席，因此加拿大自1980年代以來，經常出現少數派政府，少數政府更在2004年至2011年維持近七年。最終在2011年大選，總理斯蒂芬·哈珀領導的加拿大保守黨取得第三次勝利，自由黨及魁人政团大敗及議席大減，保守黨獲得過半議席，如愿首次组成多数党政府。

#### 不列顛哥倫比亞省
不列顛哥倫比亞省2017年省選結果出現自1952年後第一次懸峙议會的局面。該省共有87個席位，需要44席方可組成多數派政府（而不是懸峙议會），但本次選舉選出的三個黨派：卑詩自由黨（43席，上任卑詩省執政黨）， 卑詩新民主黨（41席）以及卑詩綠黨（3席）皆不過44席。則不出意外省政府將由卑詩自由黨領導少數派政府組成，而最終卑詩省新民主黨和卑詩省綠黨（選舉第二和第三大黨）選擇成立聯合多數政府（兩黨票數相加後過半），而卑詩省自由黨只能退居反對黨。數星期後，時任卑詩省省長兼自由黨黨魁簡蕙芝宣布辭去所有職務並離開政壇。

### 希臘
2012年5月希臘議會選舉于2012年5月6日举行，选举出300名希腊议会议员。歐洲主權債務危機，特別是希臘債務危機，導致政治危機升級。歐盟、國際貨幣基金組織和歐洲中央銀行的救助方案要求希臘進行財政緊縮。由於對此感到不滿，希臘國內的抗議和罷工頻生。选举结果顯示，支持緊縮的兩大主流政黨新民主党和泛希腊社会主义运动得票率大輻下降，新民主黨僅憑最大黨可額外獲得50席的選舉制度取得優勢；反對緊縮的左翼联盟得票大輻增加，一舉成為第二大黨。由於沒有政黨取得過半數議席，需要籌組聯合政府。新民主黨與左翼聯盟談判破裂組閣失敗，其後負責組閣的左翼聯盟和泛希社會黨最終亦組閣失敗，希臘需要重新舉行大選。选举结束后，各政党组建联合政府的努力均告失败，希腊官方决定于6月17日重新进行议会选举。2012年6月希臘議會選舉，新民主党和泛希腊社会主义运动合共取得多數，得以組建聯合政府。

### 印度
1996年大選，出現懸峙國會，印度国民大会党慘敗，成為第三大黨，最後國大黨支持由多個黨派組成的聯合陣線組建少數派聯合政府，1998年大選，國大黨慘敗，人民黨組少數政府上台。1999年大選，國大黨再次慘敗，印度人民党成功組建首個多數政府，國大黨成為在野黨。

### 意大利
2013年意大利國會選舉，由於意大利各政黨聯盟需要在參眾兩院取得多數才能組閣，在2006年實施的名單比例代表制下，四大政黨聯盟都無法在意大利参议院取得过半数議席，因此將產生少數派政府或者重新進行國會选举。最終在2013年義大利總統選舉，意大利總統乔治·纳波利塔诺連任後，民主黨與自由人民黨、公民抉擇黨等中右翼聯盟組建聯合政府。

### 马来西亚
2018年马来西亚大选時，有三個州——霹雳州、吉打州和沙巴州立法议会出现懸峙议會。
國陣在共有60席的沙巴州议会贏得29個州議席，希望聯盟與合作對象民興黨同樣搶下29席，而沙巴立新黨（STAR）成功搶下兩席，也意味著無任何一方取得簡單多數議席，形成懸峙議會。國陣在取得立新黨的支持後，以1席優勢率先組織新屆州政府，慕沙阿曼（Musa Aman）繼任首席部長一職。另一邊廂，在大選中披國陣旗幟上陣並贏得5席的沙民統（UPKO）突然宣布退出國陣，轉向支持希盟-民興黨陣線，導致新屆沙巴州政府在不到48小時內就宣告倒台。民興黨主席沙菲益隨後宣誓就職，成為新一任沙巴州首席部長。
而在霹靂州，希望聯盟成功贏下59個州議席中的29席，與30席的執政門檻差距為1席。國陣搶下27席，馬來西亞伊斯蘭黨則拿下3席，並無任何一方達致簡單多數的過半議席，形成懸峙議會。5月12日，兩名國陣巫統州議員宣布支持希望聯盟組建州政府，終結了懸峙議會僵局。
吉打州希望聯盟在36個議席中僅贏得18席，國民陣線及伊斯蘭黨各贏3席及15席，無聯盟或政黨拿下過半的簡單多數議席，形成懸峙議會。唯最後由贏得多數議席的希望聯盟委任慕克里再度出任州務大臣一職，以弱勢政府之姿執政吉打。
2022年马来西亚大选因各政党联盟皆没有在国会取得简单多数席位，造成悬峙议会。各聯盟經過數日協商，国家皇宫最終在11月24日宣布，由安华出任马来西亚第10任首相，安华随后代表希望联盟与国民阵线，砂拉越政党联盟，沙巴人民联盟，人民复兴党，马来西亚全民党，社会民主和谐党和独立人士组成號稱為「团结政府」的聯合政府，建立内阁，也以148席掌握马来西亚下议院三分二的优势。

### 中华民国（台湾）
自台湾民主化以来，台湾历史上曾出现过三次悬峙议会：第五屆立法院、第六屆立法院和第十一屆立法院，对应当时的陈水扁政府和赖清德政府。由于台湾政体并非内阁制，多数派无法正常组阁，再加上在野党之间也多有冲突，在此期间，悬峙议会加上少数政府常常导致台湾政局不稳，例如陈水扁时期在野的中国国民党和亲民党控制立院，曾联手封杀政府及执政党民主进步党提出的议案，其中包括涉及美国对台军售、公投法等的议案；赖清德时期在野的中国国民党和台湾民众党也曾在国会改革五法等的立法过程中相互合作，並曾主導中央政府預算刪減案令時任執政黨政府抗議，致使民间出现青鸟行动等抗议。

### 土耳其
1961年、1973年、1977年、1991年、1995年、1999年和2015年6月土耳其大選均造成了悬峙议会。
在2015年6月土耳其大选中，正义与发展党、共和人民党、民族行动党和人民民主党分别在550席土耳其大国民议会中获得了258席（占46.91%）、132席（占24.00%）、80席（占14.54%）和80席（占14.54%），产生了悬峙议会。因此，除非共和人民党与民族行动党和人民民主党中的至少一方组成联合政府并受另一方支持，或者正义与发展党与另外三党中的其中一党组成联合政府，否则就会出现少数派政府。但由于对正义与发展党和人民民主党支持库尔德工人党—土耳其和解进程不满，民族行动党表示不会参与任何涉及人民民主党的联合政府。人民民主党和正义与发展党的组建联合政府尝试也以失败告终。因此，共和人民党和正义与发展党组建大联合政府成为了避免在不提前选举的情况下出现少数派政府的唯一方案。随着共和人民党和正义与发展党的谈判破裂，土耳其举行了2015年11月土耳其大選，在此次选举中，正义与发展党获得过半数席位，得以单独组建政府。

### 英國
在1974年2月28日舉行的大選中，時任首相的保守黨爱德华·希思在大選與在野工黨拉成均勢，兩黨都未能取得大多數議席，出現懸峙议會。雖然工黨較保守黨多四席，但由於保守黨得票最高，希思拒絕辭職，謀求爭取自由黨等小黨的支持，力保自己的相位。希思最終失敗，在野工黨上台執政，組建少數派政府。10月再度舉行的大選中，工黨取得過半數議席，繼續執政直至1979年。
在2010年5月6日舉行的大選中，執政工黨和在野保守黨均未能取得過下議院過半數議席，出現36年以來首個懸峙國會，各黨派在大選後商討籌組聯合政府，最後第一大黨保守黨和第三大黨自由民主党組建和平時期首個聯合政府，保守黨领袖戴维·卡梅伦出任首相，而自由民主党领袖尼克·克萊格則出任副首相，保守黨在野13年後重新上台執政，而自民黨則首次加入政府。
在2017年6月8日舉行的大選中，執政保守黨仍然維持第一大黨地位，但未能取得下議院內過半數議席，將產生懸峙國會局面。其後，時任首相兼保守黨领袖文翠珊與取得10席的北爱尔兰民主統一黨商討籌組聯合政府。兩黨達成「信任及支持協議」，意即民主統一黨將會於下議院新會期開始時對保守黨投下信任票支持其執政，及給予保守黨財政支持通過預算案。

### 日本
日本历史上曾出现过两次悬峙国会，分别是1993年和2024年。前者透过组建号称“非自民·非共产联合政府”的多数派细川内阁解决，后者则组建了少数派的第二次石破内阁。

## 外部連結
- 甚麼是懸峙國會？ （页面存档备份，存于），英國廣播公司
- Hung Parliaments: What you need to know，Institute for Government 2010
- Hung Parliament News （页面存档备份，存于），New Statesman
- Hang Em， Pressure group
- Charter 2010 （页面存档备份，存于），Planning for a hung parliament